# Paulo Janz Júnior
Paulo Janz Júnior ( – Laguna, 19 de julho de 1951) foi um metalúrgico e político brasileiro.
Deputado classista à Assembleia Legislativa de Santa Catarina, foi eleito para a 1ª Legislatura (1935-1937).